# Andrea Torresani

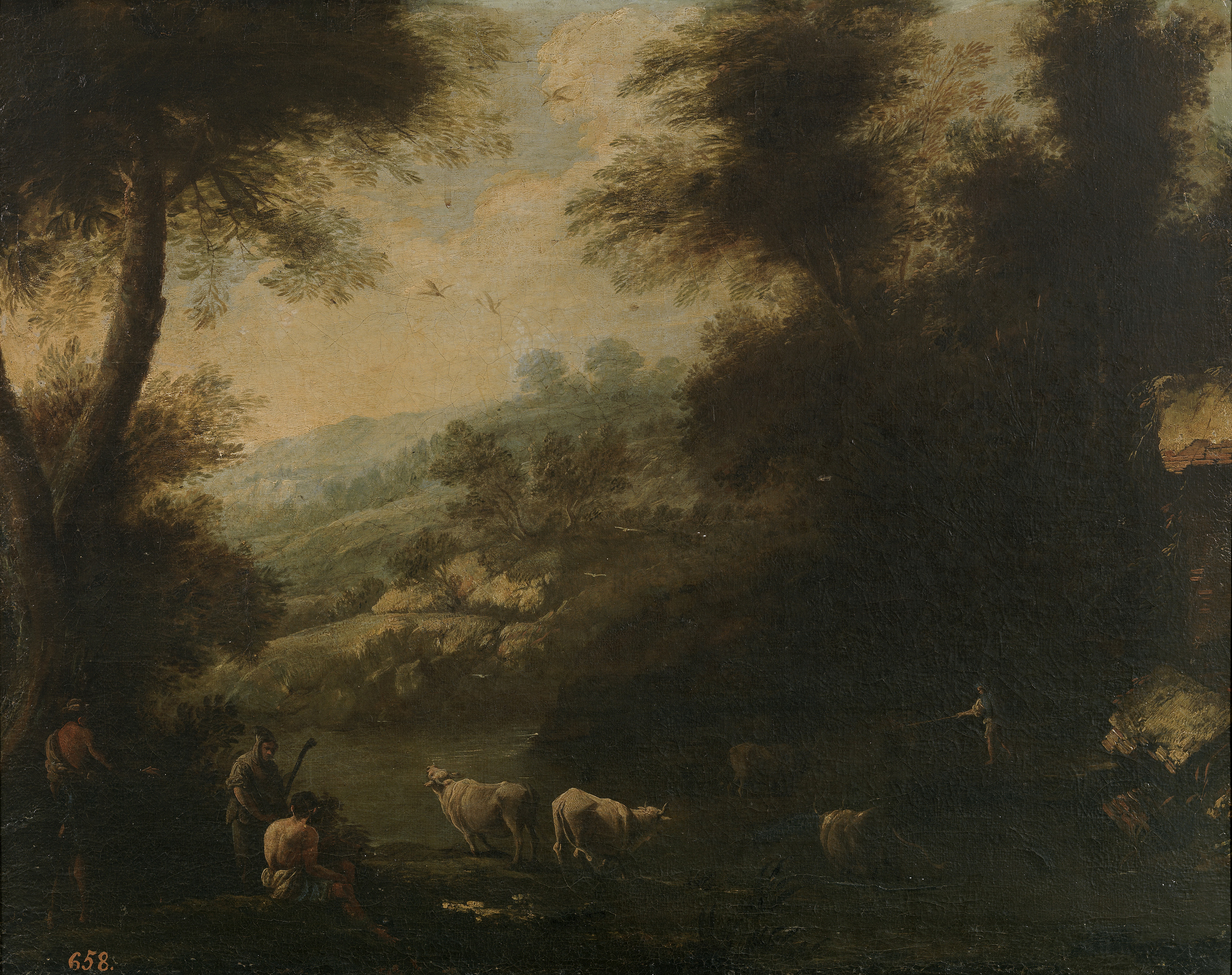
Paisaje con rebaño de vacas, óleo sobre lienzo, 60 x 76 cm, Madrid, Museo del Prado.

Andrea Torresani o Toresani (Brescia, 1727 – 1760) fue un pintor barroco italiano especializado en paisajes.
Discípulo de Antonio Aureggio, mediocre pintor paisajista, se trasladó a Venecia, donde estudió las obras de Francesco Zuccarelli y se perfeccionó tanto en la pintura al óleo como en el dibujo a pluma y la acuarela. A pluma dibujó retratos además de vistas y paisajes, entre ellos una serie de retratos de los más afamados músicos de su época, que le granjearon cierta fama. Tras una estancia en Milán, donde trabajó principalmente para los viajeros ingleses que apreciaban sus vistas, retornó enfermo a su Brescia natal donde falleció a los treinta y tres años.
Lo que de su producción se conoce son algunos paisajes marinos con vistas exóticas y ruinas, el paisaje con un rebaño de vacas del Museo del Prado y un conjunto de dibujos a lápiz negro con retratos de medio cuerpo conservados en la Biblioteca Real de Turín, ocho dibujos de paisajes en la Accademia Carrara y un álbum con sesenta y cuatro dibujos, a pluma y lápiz negro, con vistas de ciudades de Francia, Inglaterra, Flandes, Holanda e Italia conservado en el Museo Condé de Chantilly.